# Filmes de 1932 da Paramount Pictures

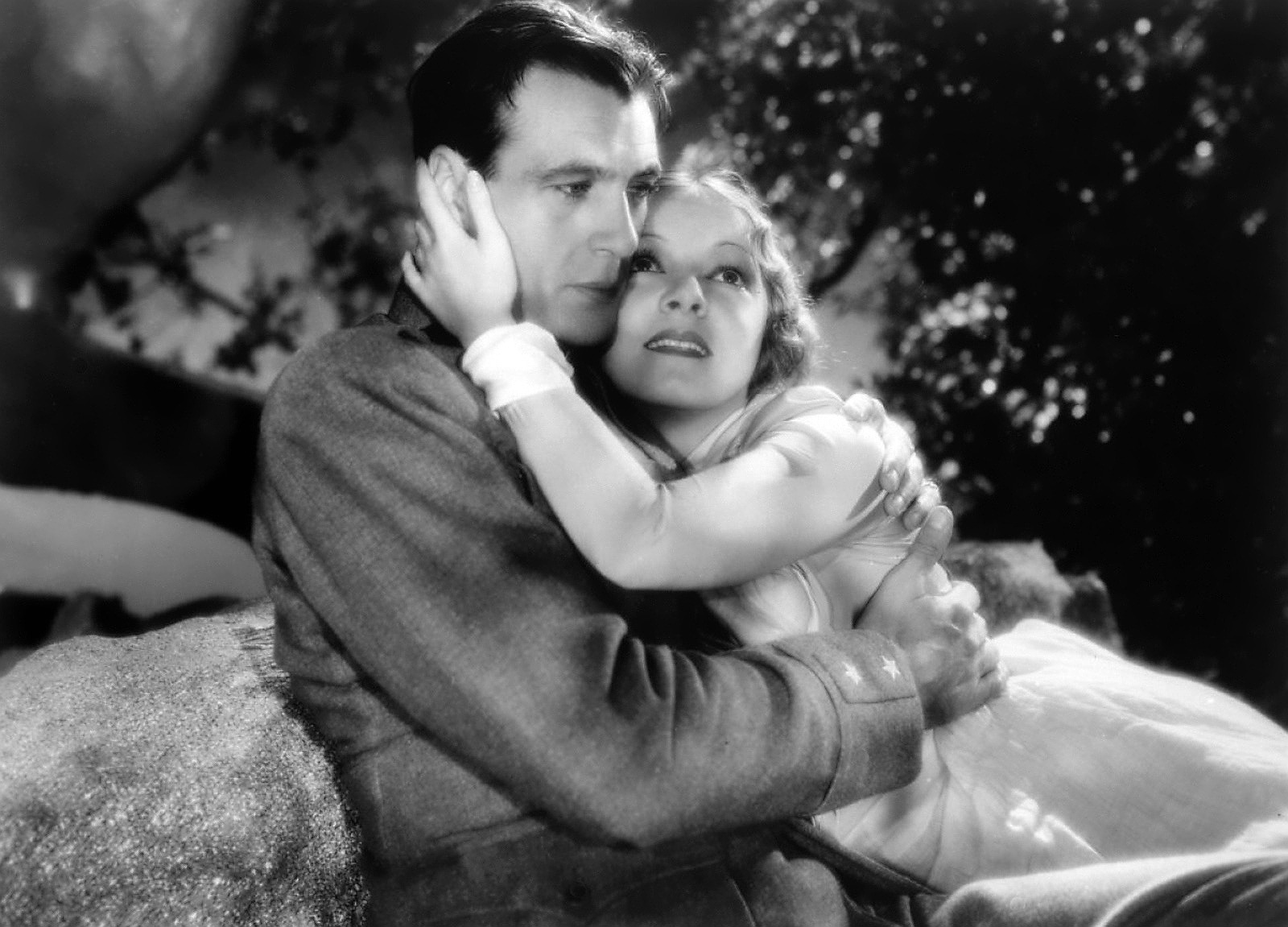
Gary Cooper e Helen Hayes em A Farewell to Arms

Em 1932, a Paramount Pictures lançou um total de 55 filmes.

## Destaques
As produções mais significativas foram:
- A Farewell to Arms, drama indicado ao Oscar, uma adaptação com final suavizado da obra clássica de Ernest Hemingway
- Broken Lullaby, drama sombrio com mensagem pacifista, fracasso de bilheteria mas prestigiado pela crítica
- Dr. Jekill and Mr. Hyde, melhor versão cinematográfica do romance gótico de Robert Louis Stevenson,[1] deu um Oscar a Fredric March
- If I Had a Million, comédia em oito episódios sobre as reações de pessoas comuns ao ganharem um milhão de dólares de um desconhecido excêntrico
- Love Me Tonight, musical "repleto de criatividade cinematográfica (...), um dos melhores filmes no gênero em toda a História do Cinema"[2]
- Movie Crazy, comédia com Harold Lloyd em várias sequências memoráveis, seu melhor filme sonoro até então[1]
- One Hour With You, comédia picante sobre vários casos românticos, mais um sucesso da dupla Maurice Chevalier-Jeanette MacDonald
- Shanghai Express, aventura bem sucedida, onde Marlene Dietrich (no papel de uma prostituta) diz a frase que ficou famosa: "foi preciso mais de um homem para mudar meu nome para Shanghai Lily"
- The Sign of the Cross, drama bíblico de orçamento apertado e enorme sucesso, grandiosamente dirigido por Cecil B. DeMille
- This Is the Night, comédia popular na época, marcou a estreia de Cary Grant nas telas
- Trouble in Paradise, "farsa mundana, cínica e amoral",[2] cujo prestígio junto à crítica só fez aumentar, ainda que não tenha feito sucesso à época do lançamento[1]

## Prêmios Oscar

### Quinta cerimônia
- Filmes exibidos entre 1 de agosto de 1931 e 31 de julho de 1932

| Filme                   | Indicações                                       | Premiações |
| ----------------------- | ------------------------------------------------ | ---------- |
| Dr. Jekyll and Mr. Hyde | Ator (Fredric March) Roteiro Adaptado Fotografia | Ator       |
| Lady and Gent           | Roteiro Original                                 | ---        |
| One Hour With You       | Filme                                            | ---        |
| Screen Souvenirs        | Melhor Curta-Metragem (Inovação)                 | ---        |
| Shanghai Express        | Filme Diretor Fotografia                         | Fotografia |

- Departamento de Som da Paramount: Gravação de Som

### Sexta cerimônia
- Filmes exibidos entre 1 de agosto de 1932 e 31 de dezembro de 1933

| Filme                 | Indicações                                       | Premiações                 |
| --------------------- | ------------------------------------------------ | -------------------------- |
| A Farewell to Arms    | Filme Fotografia Direção de Arte Gravação de Som | Fotografia Gravação de Som |
| The Sign of the Cross | Fotografia                                       | ---                        |

- Charles Barton: Diretor Assistente, juntamente com outros seis profissionais

Observe-se que, até 1933, concorriam às estatuetas os filmes lançados de 1 de agosto de um ano a 31 de julho do ano seguinte, com exceção da sexta premiação, que abrangeu os filmes de 1 de agosto de 1932 a 31 de dezembro de 1933.

## Os filmes de 1932
| Título original                 | Título PT/BR              | Título PT/PT            | Astros                                | Diretor                       |  |
| ------------------------------- | ------------------------- | ----------------------- | ------------------------------------- | ----------------------------- |  |
| A Farewell to Arms              | Adeus às Armas            |                         | Gary Cooper, Helen Hayes              | Frank Borzage                 |  |
| Aren't We All?                  |                           |                         | Gertrude Lawrence, Hugh Wakefield     | Harry Lachman                 |  |
| The Big Broadcast               | Ondas Musicais            |                         | Bing Crosby, Stuart Erwin             | Frank Tuttle                  |  |
| Blonde Venus                    | A Vênus Loura             | Vênus Loira             | Marlene Dietrich, Herbert Marshall    | Josef von Sternberg           |  |
| Broken Lullaby                  | Não Matarás               | O Homem Que Eu Matei    | Phillips Holmes, Lionel Barrymore     | Ernst Lubitsch                |  |
| The Broken Wing                 |                           |                         | Lupe Velez, Leo Carrillo              | Lloyd Corrigan                |  |
| Dancers in the Dark             |                           |                         | Miriam Hopkins, Jack Oakie            | David Burton                  |  |
| The Devil and the Deep          | Entre Duas Águas          |                         | Tallulah Bankhead, Gary Cooper        | Marion Gering                 |  |
| The Devil Is Driving            |                           |                         | Edmund Lowe, Wynne Gibson             | Benjamin Stoloff              |  |
| Dr. Jekyll and Mr. Hyde         | O Médico e o Monstro      |                         | Fredric March, Miriam Hopkins         | Rouben Mamoulian              |  |
| Evenings for Sale               |                           |                         | Herbert Marshall, Sari Maritza        | Stuart Walker                 |  |
| Forgotten Commandments          |                           |                         | Sari Maritza, Gene Raymond            | Louis Gasnier, William Schorr |  |
| Guilty as Hell                  | Quem Foi Que Matou?       |                         | Victor McLaglen, Edmund Lowe          | Erle Kenton                   |  |
| Horse Feathers                  | Os Gênios da Pelota       | Penas de Cavalo         | Irmãos Marx, Thelma Todd              | Norman Z. McLeod              |  |
| Hot Saturday                    | Sábado Alegre             |                         | Nancy Carroll, Cary Grant             | William Seiter                |  |
| If I Had a Million              | Se Eu Tivesse Um Milhão   | Se Eu Tivesse Um Milhão | Gary Cooper, Charles Laughton         | H. Bruce Humberstone e outros |  |
| Lady and Gent                   | Homem de Peso             |                         | George Bancroft, Wynne Gibson         | Stephen Roberts               |  |
| Lily Christine                  |                           |                         | Corinne Griffith, Colin Clive         | Paul L. Stein                 |  |
| Love Me Tonight                 | Ama-me Esta Noite         | Ama-me Esta Noite       | Maurice Chevalier, Jeanette MacDonald | Rouben Mamoulian              |  |
| Madame Butterfly                | Madame Butterfly          |                         | Sylvia Sidney, Cary Grant             | Marion Gering                 |  |
| Madame Racketeer                |                           |                         | Alison Skipworth, George Raft         | Alexander Hall                |  |
| Madison Square Garden           | Nos Bastidores do Esporte |                         | Jack Oakie, Marian Nixon              | Harry Joe Brown               |  |
| Make me a Star                  |                           |                         | Stuart Erwin, Joan Blondell           | William Beaudine              |  |
| The Man from Yesterday          |                           |                         | Colin Brook, Claudette Colbert        | Berthold Viertel              |  |
| Merrily We Go to Hell           | Quando a Mulher se Opõe   |                         | Sylvia Sidney, Fredric March          | Dorothy Azner                 |  |
| Million Dollar Legs             |                           |                         | Jack Oakie, W. C. Fields              | Edward Cline                  |  |
| The Miracle Man                 | O Homem Miraculoso        |                         | Sylvia Sidney, Chester Morris         | Norman Z. McLeod              |  |
| The Misleading Lady             | Lição de Bárbaro          |                         | Claudette Colbert, Edmund Lowe        | Stuart Walker                 |  |
| Movie Crazy                     | Cinemaníaco               |                         | Harold Lloyd, Constance Cummings      | Clyde Bruckman                |  |
| Night After Night               | Noite Após Noite          | Noite Após Noite        | George Raft, Constance Cummings       | Archie Mayo                   |  |
| The Night of June 13th          |                           |                         | Clive Brook, Frances Dee              | Stephen Roberts               |  |
| No Man of Her Own               | Casar por Azar            | Casar Por Azar          | Clark Gable, Carole Lombard           | Wesley Ruggles                |  |
| No One Man                      | Casar e Descasar          |                         | Carole Lombard, Ricardo Cortez        | Lloyd Corrigan                |  |
| One Hour With You               | Uma Hora Contigo          | Uma Hora Contigo        | Maurice Chevalier, Jeanette MacDonald | Ernst Lubitsch                |  |
| The Phantom President           | O Falso Presidente        |                         | George M. Cohan, Claudette Colbert    | Norman Taurog                 |  |
| Reserved for Ladies             | Só Para Senhoras          |                         | Leslie Howard, Benita Hume            | Alexander Korda               |  |
| Shanghai Express                | O Expresso de Shangai     | O Expresso de Xangai    | Marlene Dietrich, Clive Brook         | Josef von Sternberg           |  |
| 70,000 Witnesses                |                           |                         | Phillips Holmes, Dorothy Jordan       | Ralph Murphy                  |  |
| The Sign of the Cross           | O Sinal da Cruz           | O Sinal da Cruz         | Fredric March, Claudette Colbert      | Cecil B. DeMille              |  |
| Sinners in the Sun              | Tu És a Única             |                         | Carole Lombard, Chester Morris        | Alexander Hall                |  |
| The Sky Bride                   |                           |                         | Richard Arlen, Jack Oakie             | Stephen Roberts               |  |
| The Strange Case of Clara Deane |                           |                         | Wynne Gibson, Pat O'Brien             | Louis Gasnier, Max Marcin     |  |
| Strangers in Love               | A Volta do Deserdado      |                         | Fredric March, Kay Francis            | Lothar Mendes                 |  |
| This Is the Night               | Esposa Improvisada        |                         | Lily Damita, Charles Ruggles          | Frank Tuttle                  |  |
| This Reckless Age               |                           |                         | Richard Bennett, Frances Starr        | Frank Tuttle                  |  |
| Thunder Below                   | Escravo da Paixão         |                         | Tallulah Bankhead, Charles Bickford   | Richard Wallace               |  |
| Tomorrow and Tomorrow           |                           |                         | Ruth Chatterton, Robert Ames          | Richard Wallace               |  |
| Trouble in Paradise             | Ladrão de Alcova          | Ladrão de Alcova        | Miriam Hopkins, Herbert Marshall      | Ernst Lubitsch                |  |
| Two Kinds of Woman              |                           |                         | Miriam Hopkins, Phillips Holmes       | William C. de Mille           |  |
| Undercover Man                  |                           |                         | George Raft, Nancy Carroll            | James Flood                   |  |
| The Vanishing Frontier          |                           |                         | John Mack Brown, Evelyn Knapp         | Phil Rosen                    |  |
| Wayward                         |                           |                         | Nancy Carroll, Richard Arlen          | Edward Sloman                 |  |
| Wild Horse Mesa                 | Audácia Entre Adversários |                         | Randolph Scott, Sally Blane           | Henry Hathaway                |  |
| The Wiser Sex                   |                           |                         | Claudette Colbert, Melvyn Douglas     | Berthold Viertel              |  |
| The World and the Flesh         | O Tigre do Mar Negro      |                         | George Bancroft, Miriam Hopkins       | John Cromwell                 |  |